# Tariq Abdul-Wahad
Tariq Abdul-Wahad né Olivier Saint-Jean le 3 novembre 1974 à Maisons-Alfort, est un joueur international français de basket-ball.

## Biographie
Né Olivier Saint-Jean à Maisons-Alfort dans le Val-de-Marne de parents originaires de Guyane, il passe son adolescence à Versailles.
Il change de nom en 1996, après s’être converti à l'islam.
Ancien joueur du lycée Aristide-Briand d'Évreux, il est le premier français à fouler les parquets de la NBA, en 1997, à l'issue de quatre saisons en NCAA dans les universités du Michigan puis de San José.
Drafté en 1997 par les Kings de Sacramento, il y passe deux saisons. Il a également fait partie de l'équipe de France en 1998-1999, en particulier au cours de l'Eurobasket 1999.
En NBA, il est transféré successivement au Magic d'Orlando pour la saison 1999-2000, où il ne reste que quelques mois avant d'être transféré aux Nuggets de Denver, où il signe un contrat de longue durée.
Il est de nouveau échangé par les Nuggets en février 2002 en étant inclus dans le transfert envoyant Raef LaFrentz et Nick Van Exel aux Mavericks de Dallas contre Juwan Howard et Tim Hardaway. Gêné par une blessure au genou et par un effectif de Dallas pléthorique, Abdul-Wahad ne joue que 18 matchs pour les Mavericks avant d'être placé pour de bon sur la liste des blessés à partir de la saison 2002-2003. À cause de son contrat de longue durée, Abdul-Wahad reste dans l'effectif des Mavericks jusqu'au début de la saison 2005-2006, où il est finalement limogé.
Après avoir été entraîneur assistant de l'équipe de NCAA féminine de l'université d'État de Californie, il a été entraîneur de jeunes dans un lycée américain de la banlieue de San Francisco.

## Parcours amateur et universitaire
- 1990-1993 :  ALM Évreux Basket (National A2)
- 1993-1994 :  Université du Michigan (NCAA I)
- 1994-1997 :  Université d'État de San José (NCAA I)

## Clubs
- 1997-1999 :  Kings de Sacramento (NBA)
- 1999-2000 :  Magic d'Orlando (NBA)
- 2000-2002 :  Nuggets de Denver (NBA)
- 2001-2003 :  Mavericks de Dallas (NBA)

## Palmarès
- Champion d'Europe Junior en 1992
- Vainqueur du Tournoi de la Conférence Big West avec San Jose State.

## Statistiques

### Records en match
| Type de Statistique        | Saison régulière | Saison régulière                            | Saison régulière                | Playoffs | Playoffs                               | Playoffs                |
| Type de Statistique        | Record           | Adversaire                                  | Date                            | Record   | Adversaire                             | Date                    |
| -------------------------- | ---------------- | ------------------------------------------- | ------------------------------- | -------- | -------------------------------------- | ----------------------- |
| Points                     | 31               | Grizzlies de Vancouver                      | 19 avril 1998                   | 16       | Jazz de l'Utah                         | 14 mai 1999             |
| Paniers marqués            | 12               | Grizzlies de Vancouver                      | 19 avril 1998                   | 5        | Jazz de l'Utah                         | 14 mai 1999             |
| Paniers tentés             | 20               | @ Heat de Miami                             | 2 janvier 2000                  | 9        | Jazz de l'Utah                         | 14 mai 1999             |
| Paniers à 3 points réussis | 2                | @ Lakers de Los Angeles                     | 14 novembre 2000                |          |                                        |                         |
| Paniers à 3 points tentés  | 4                | @ Knicks de New York                        | 27 novembre 1999                | 1        | 3 fois                                 |                         |
| Lancers francs réussis     | 9                | Lakers de Los Angeles @ Raptors de Toronto  | 14 mars 1999 12 janvier 2000    | 6        | Jazz de l'Utah                         | 14 mai 1999             |
| Lancers francs tentés      | 10               | 3 fois                                      |                                 | 6        | Jazz de l'Utah @ Jazz de l'Utah        | 14 mai 1999 16 mai 1999 |
| Rebonds offensifs          | 7                | Raptors de Toronto                          | 11 novembre 2001                | 3        | @ Jazz de l'Utah @ Kings de Sacramento | 16 mai 1999 11 mai 2003 |
| Rebonds défensifs          | 11               | @ Nets du New Jersey                        | 30 décembre 1999                | 5        | @ Jazz de l'Utah                       | 10 mai 1999             |
| Rebonds totaux             | 17               | @ Nets du New Jersey                        | 30 décembre 1999                | 6        | @ Trail Blazers de Portland            | 2 mai 2003              |
| Passes décisives           | 6                | @ Timberwolves du Minnesota                 | 30 mars 2003                    | 4        | @ Trail Blazers de Portland            | 2 mai 2003              |
| Interceptions              | 6                | Mavericks de Dallas                         | 24 novembre 1999                | 3        | Jazz de l'Utah                         | 14 mai 1999             |
| Contres                    | 3                | Nets du New Jersey Warriors de Golden State | 1er mars 2000 2 novembre 2000   | 1        | 4 fois                                 |                         |
| Balles perdues             | 6                | Pistons de Detroit @ Cavaliers de Cleveland | 3 novembre 1999 27 janvier 2000 | 1        | 4 fois                                 |                         |
| Minutes jouées             | 46               | @ Timberwolves du Minnesota                 | 15 février 2000                 | 24       | Jazz de l'Utah                         | 14 mai 1999             |

Double-Double : 2

## Vie privée
Son demi-frère, Étienne Brower, a également été basketteur professionnel notamment à la Chorale de Roanne.
Il est le fils de Luc Saint-Jean et de George Goudet et le petit-fils de Félicité Goudet.

## Divers
Le 15 janvier 2015, à la suite de l'attentat contre Charlie Hebdo, il réagit, lors d'une interview de Jorge Sierra pour le site Hoopshype, en affirmant qu'il est parfois difficile d'avoir à expliquer que les musulmans ne sont pas tous des fanatiques endoctrinés, et déclare « Je ne suis pas Charlie parce que je crois au respect, et je ne suis pas un terroriste parce que je crois en la paix »,.